# Brasserie

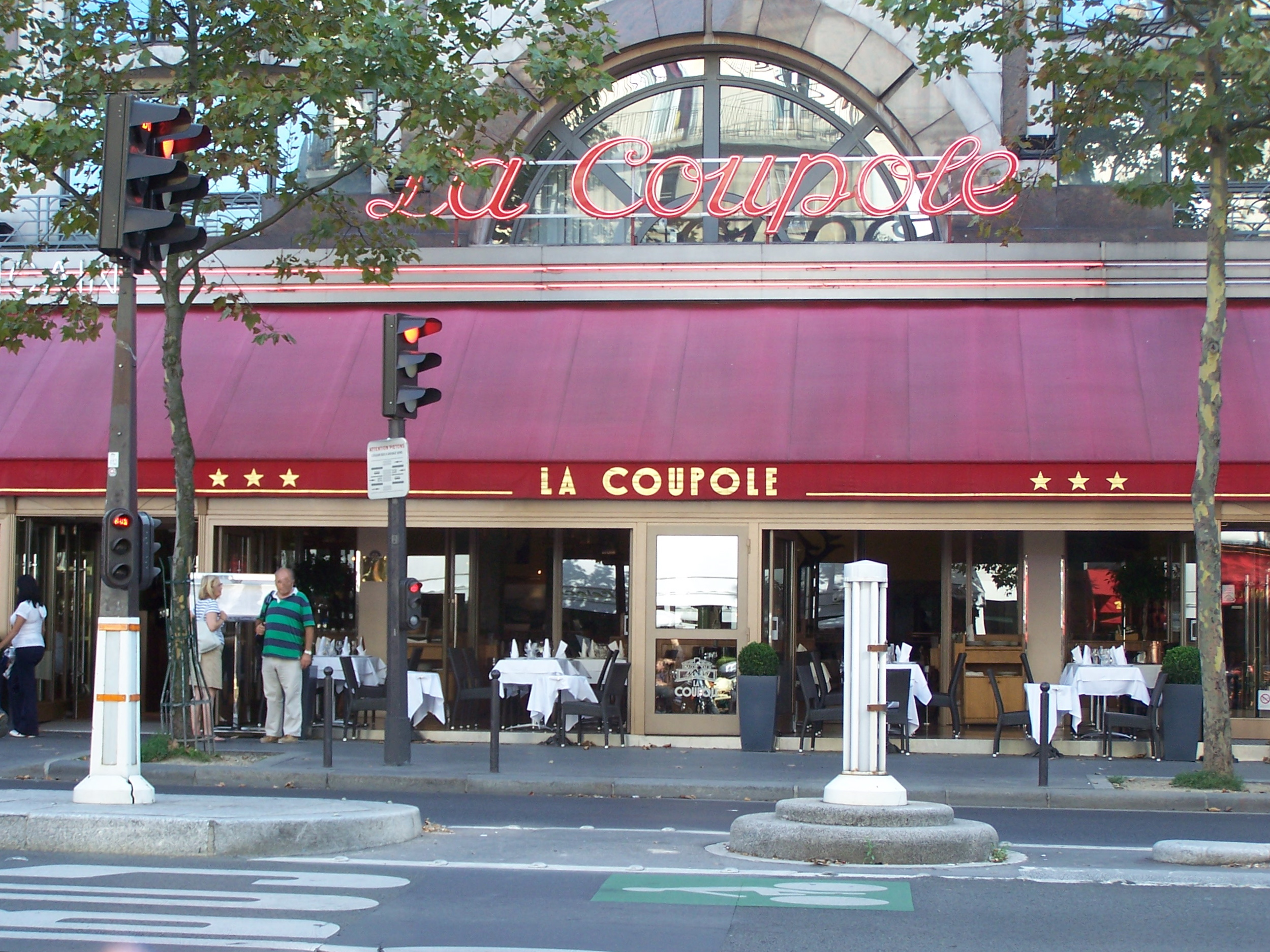
Ingresso della brasserie La Coupole a Parigi

La brasserie è un ristorante in cui è possibile consumare un pasto veloce. Offre una cucina relativamente semplice, oltre ad avere un servizio ai tavoli, un menù stampato e tavoli apparecchiati con tovaglie, a differenza dei più semplici bistrot che possono non avere alcuna di queste caratteristiche.

## Etimologia
La parola francese brasserie significa originariamente "birrificio". Probabilmente all'interno di queste locande si era soliti produrre artigianalmente la propria birra che veniva servita insieme al cibo ai clienti. Alcune brasserie hanno ripreso questa loro vecchia tradizione riconvertendosi anche in microbirrifici.

## Storia
Fiorite nel diciannovesimo secolo, nel passato, soprattutto a Parigi, si parlava spesso di "brasserie alsaziane" in quanto molti di questi locali erano stati aperti dagli alsaziani prima della guerra franco-prussiana. L'annessione dell'Alsazia alla Prussia pose il problema dei dazi doganali e così, da allora, la birra arrivò principalmente dalla Lorena fino al 1918.

## Cucina
Le brasserie offrono generalmente un ampio menù fisso e qualche suggerimento del giorno legato alla stagione. Molte, soprattutto a Parigi e nelle grandi città, possiedono un banco di frutti di mare. I crauti, retaggio delle vecchie brasserie alsaziane, sono un piatto classico di questi locali. Sono inoltre disponibili piatti unici per pasti veloci, salumi, insalate miste, e piatti a base di carne con contorno di patate fritte. Le brasserie possono anche offrire alla loro clientela la birra artigianale da loro prodotta.